# Caradrina stilpna
Caradrina stilpna là một loài bướm đêm trong họ Noctuidae.